# サンデーパラダイス
『サンデーパラダイス』とは、STVラジオで放送されたラジオ番組である。前番組『みのや雅彦のサンデーパラダイス』をリニューアルさせる形で2006年4月9日放送開始、2007年3月11日放送終了。

## 放送時間
- 毎週日曜日 13:00 - 17:00 （日本標準時）

## パーソナリティ
- 室田智美
- 横井健一（STVアナウンサー）

## 番組コーナー
- アルバムコレクション
- トヨタ プレシャス・ボックス!（ニッポン放送製作）
- 健ちゃんの3時のおやつ
- 健ちゃんの当たるかな？（中央競馬実況中継、ニッポン放送・MBSラジオからのネット受け） - 中央競馬北海道シリーズ期間中は自社製作で放送。
- ズームアップ北海道
- JOMOハピネスストーリー ニューシミチコパラダイス（ニッポン放送製作）